# 페루-칠레 해구
페루-칠레 해구(영어: Peru–Chile Trench, 스페인어: Fosa de Perú-Chile)는 페루와 칠레의 앞바다 약 160km에 있는 해구이다. 아타카마 해구(영어: Atacama Trench, 스페인어: Fosa de Atacama)라고도 한다. 가장 깊은 곳은 리처드 해연(Richards Deep)이며 최대 수심이 8,065m(26,460ft) 길이는 5,900km(3,666mi)이다.

## 같이 보기
- 해구